# Coupe de Suisse féminine de football 2019-2020
Navigation
Édition précédente Édition suivante
La Coupe de Suisse féminine 2019-2020 est la 44e édition de la Coupe de Suisse féminine de football organisé par l'Association suisse de football (ASF). Le 30 avril, l'ASF a pris la décision d'arrêter la coupe en raison de la pandémie de covid-19.

## Déroulement
Il s'agit d'une compétition à élimination directe. Les clubs de LNA, LNB et 1re ligue sont inscrits d'office, les autres se qualifient via leurs associations régionales. Le vainqueur du trophée fair-play est qualifié pour le 1er tour principal.

## Huitièmes de finale
Les rencontres ont lieu le samedi 26 octobre 2019 et le dimanche 27 octobre 2019.
| Date            | Club                               | Score | Club                       |
| --------------- | ---------------------------------- | ----- | -------------------------- |
| 26 octobre 2019 | FC Lucerne (LNA)                   | 0-2   | Grasshopper (LNA)          |
| 26 octobre 2019 | SC Balerna (1re ligue)             | 5-0   | FC Luzern Frauen (LNB)     |
| 26 octobre 2019 | FC Lugano (LNA)                    | 0-11  | Servette FC Chênois (LNA)  |
| 26 octobre 2019 | FC Rapperswil-Jona (LNB)           | 2-3   | Thun Berner Oberland (LNB) |
| 27 octobre 2019 | FC Pied du Jura (1re ligue)        | 0-3   | BSC Young Boys (LNA)       |
| 27 octobre 2019 | FC Oerlikon/Polizei ZH (1re ligue) | 0-8   | FC Bâle (LNA)              |
| 27 octobre 2019 | FC Yverdon (LNA)                   | 3-6   | FC Zürich (LNA)            |
| 27 octobre 2019 | FC Aarau (LNB)                     | 0-1   | FC Saint-Gall-Staad (LNA)  |

## Quarts de finale
Les rencontres ont lieu le samedi  30 novembre 2019 et le dimanche 1er décembre 2019.
| Date              | Club                       | Score | Club                      |
| ----------------- | -------------------------- | ----- | ------------------------- |
| 30 novembre 2019  | BSC Young Boys (LNA)       | 2-0   | FC Saint-Gall-Staad (LNA) |
| 30 novembre 2019  | SC Balerna (1re ligue)     | 0-3   | Servette FC Chênois (LNA) |
| 30 novembre 2019  | Grasshopper (LNA)          | 2-3   | FC Bâle (LNA)             |
| 1er décembre 2019 | Thun Berner Oberland (LNB) | 1-5   | FC Zurich (LNA)           |

## Demi-finales
Les rencontres ont lieu le samedi  28 mars 2020 et le dimanche 29 mars 2020.
| Date         | Club                 | Score | Club                      |
| ------------ | -------------------- | ----- | ------------------------- |
| 28 mars 2020 | FC Zurich (LNA)      | R     | Servette FC Chênois (LNA) |
| 29 mars 2020 | BSC Young Boys (LNA) | R     | FC Bâle (LNA)             |

## Finale
Aucun vainqueur
| mai 2020 |  | - |  | Stade du Letzigrund, Zurich |  |
|          |  |   |  |                             |  |